# Roswell (televisiefilm)
Roswell is een Amerikaanse sciencefiction-televisiefilm uit 1994, geregisseerd, geproduceerd en geschreven door Jeremy Kagan. De hoofdrollen worden vertolkt door Kyle MacLachlan, Martin Sheen en Dwight Yoakam.

## Verhaal
In New Mexico worden in 1947 dicht bij de stad Roswell de wrakstukken van een neergestort voorwerp gevonden. Officier Jesse A. Marcel onderzoekt deze en vermoedt dat het hier om een UFO gaat. Jaren later komt Jesse A. Marcel een man tegen die beweert meer te weten over het voorwerp. Hij luistert met grote verbazing naar zijn ongelooflijke verhaal.

## Rolbezetting
| Acteur               | Personage                      |
| -------------------- | ------------------------------ |
| Kyle MacLachlan      | Jesse Marcel                   |
| Martin Sheen         | Townsend                       |
| Dwight Yoakam        | Mac Brazel                     |
| Xander Berkeley      | Sherman Carson                 |
| Bob Gunton           | Frank Joyce                    |
| Kim Greist           | Vy Marcel                      |
| Peter MacNicol       | Lewis Rickett                  |
| John M. Jackson      | Colonel Blanchard              |
| Nick Searcy          | Mortician                      |
| J.D. Daniels         | Jonge Jesse Marcel, Jr.        |
| Charles Hallahan     | Oude Piloot MacIntire          |
| Ray McKinnon         | Deputy Joe Pritchard           |
| Eugene Roche         | James Forrestal                |
| Charles Martin Smith | Sheriff Wilcox                 |
| Doug Wert            | Oude Jesse Marcel, Jr.         |
| Cynthia Allison      | TV Commentator                 |
| Hoke Howell          | Dierenarts                     |
| Bruce Ed Morrow      | Generaal                       |
| Will Huston          | Alien Clown                    |
| Layne Beamer         | Soldaat                        |
| Max Trumpower        | Poort Bewaker                  |
| Mik Scriba           | Lucht Monteur                  |
| Matt Landers         | Lt. Walter Haut                |
| George Gray III      | Deputy                         |
| Stephen C. Foster    | Gate MP                        |
| Dave Adams           | Hoofd van de Militaire Politie |
| Bill Cook            | Jeep Bestuurder                |
| J.W. 'Corkey' Fornof | Piloot                         |
| Charles Beck         | Piloot                         |
| Randy Gagne          | Piloot                         |
| Matthew Faison       | Generaal Ramey                 |
| John Hostetter       | Colonel DuBose                 |
| Michael Bofshever    | Irving Newton                  |
| David Selburg        | Station Manager                |
| Doug McCurry         | Arresterende MP                |
| Charles M. Kistler   | Interrogator #1                |
| Daiton Rutkowski     | Interrogator #2                |
| F. William Parker    | Oude Stanton                   |
| Jonathan Mincks      | Jonge Stanton                  |
| Peter Radon          | Melvin Brown                   |
| Gary Bullock         | Eavesdropper                   |
| Jim Hayne            | Harris                         |
| Mark Phelan          | Poort Bewaker                  |
| Steve Lanza          | Buiten Dokter                  |
| Arthur Kopit         | Binnen Dokter                  |
| Michael Strasser     | Ziekenhuis MP                  |
| Don Fischer          | Buiten MP                      |
| Denice Marcel        | Serveerster                    |
| Lisa Waltz           | Janet Foss                     |
| John Mahon           | Red Hat Vet                    |
| Stanley Grover       | Straw Hat Vet                  |
| Warren Munson        | Yellow Hat Vet                 |
| Hansford Rowe        | Chaplain                       |
| Richard Fancy        | Dokter                         |
| Paul Davids          | Fotograaf                      |
| Philip Baker Hall    | Roswell General                |
| Lawrence Dobkin      | Generaal                       |
| Edward Penn          | Civiele Adviseur               |
| Arthur Hiller        | Wetenschapper #1               |
| Brian Carpenter      | Wetenschapper #2               |
| George Pentecost     | Zaken Adviseur                 |
| Parley Baer          | Civiele Adviseur               |
| Bruce Gray           | Admiraal                       |
| Frank A. Roys        | Generaal                       |
| Vernon Blackman      | Aide                           |
| Brian Cousins        | Medische Politieagent          |